# 2017年楽天ジャパン・オープン・テニス選手権
2017年楽天ジャパン・オープン・テニス選手権は、2017年10月2日から10月8日にかけて東京都・江東区の有明テニスの森公園で開催された、男子プロテニスATPワールドツアー500の大会である。サーフェスはハードコート。

## シングルス

### シード選手
| 国               | 選手                         | ランキング1 | シード |
| ---------------- | ---------------------------- | ----------- | ------ |
| クロアチア       | マリン・チリッチ             | 5           | 1      |
| オーストリア     | ドミニク・ティーム           | 7           | 2      |
| カナダ           | ミロシュ・ラオニッチ         | 11          | 3      |
| ベルギー         | ダビド・ゴファン             | 12          | 4      |
| 南アフリカ共和国 | ケビン・アンダーソン         | 15          | 5      |
| アメリカ合衆国   | サム・クエリー               | 16          | 6      |
| スペイン         | アルベルト・ラモス＝ビノラス | 25          | 7      |
| アルゼンチン     | ディエゴ・シュワルツマン     | 29          | 8      |

- 2017年9月25日付のランキングに基づく

### ワイルドカード
以下の3名がワイルドカードで本戦に出場した。
- 添田豪
- ダニエル太郎
- 内山靖崇

### 予選勝者
以下の4名が予選を勝ち上がり本戦に出場した。
- ステファノス・チチパス
- 高橋悠介
- マシュー・エブデン
- フランコ・スクゴール

その他以下の選手がSE（予選免除）で本戦に繰り上がった。
- アレクサンドル・ドルゴポロフ

### 出場辞退
- ガエル・モンフィス
- ジル・ミュラー
- チョン・ヒョン

### 棄権
- ブノワ・ペール
- ミロシュ・ラオニッチ

## ダブルス

### シード選手
| 国               | 選手1                      | 国               | 選手2                | ランキング1 | シード |
| ---------------- | -------------------------- | ---------------- | -------------------- | ----------- | ------ |
| オランダ         | ジャン＝ジュリアン・ロジェ | ルーマニア       | ホリア・テカウ       | 19          | 1      |
| イギリス         | ジェイミー・マリー         | ブラジル         | ブルーノ・ソアレス   | 23          | 2      |
| 南アフリカ共和国 | レイベン・クラーセン       | アメリカ合衆国   | ラジーブ・ラム       | 33          | 3      |
| アメリカ合衆国   | ライアン・ハリソン         | ニュージーランド | マイケル・ヴィーナス | 40          | 4      |

- 2017年9月25日付のランキングに基づく

### ワイルドカード
以下の2組がワイルドカードで本戦に出場した。
- マクラクラン勉 /  内山靖崇
- 杉田祐一 /  松井俊英

### 予選勝者
以下の組が予選を勝ち上がり本戦に出場した。
- Treat Huey /  Adil Shamasdin

## 優勝

### シングルス
ダビド・ゴファン def.  アドリアン・マナリノ, 6-3,7-5
- ゴファンは大会、ATPワールドツアー500初優勝。またキャリア通算4度目のツアーシングルスタイトル獲得となった。

### ダブルス
マクラクラン勉 /  内山靖崇 def.  ジェイミー・マリー /  ブルーノ・ソアレス, 6−4, 7−6(7−1)
- マクラクラン/内山は大会、ATPワールドツアー500初優勝。